# Schlacht von Santiago 1844
Die Schlacht vom 30. März oder Schlacht von Santiago war die zweite Schlacht nach dem dominikanischen Unabhängigkeitskrieg und wurde am 30. März 1844 in Santiago de los Caballeros ausgetragen. In dieser Schlacht besiegte General José María Imbert, der einen Teil der nördlichen Armee befehligte, General Jean-Louis Pierrot, der die Truppen der haitianischen Armee in einem zahlenmäßig besseren Verhältnis als seine eigenen befehligte.

## Verlauf
Am 30. März 1844 griffen die Haitianer in den Forts „Dios“, „Patria“ und „Libertad“ vor der Savanne von Santiago de los Caballeros an und wurden daraufhin von General José María Imbert und Kommandant Achilles Michel angegriffen. Die Haitianer hatten einen Gegenangriff durchgeführt und wurden von der dominikanischen Artillerie und den Gewehren der Bodentruppen von Fernando Valerio zurückgeschlagen. Die haitianische Armee startete einen verzweifelten weiteren Angriff und wurde mit den Kanonen des Forts „Dios, Patria y Libertad“ und von der Infanterie von Fernando Valerio López besiegt. Die Armee von Jean-Louis Pierrot war zum Rückzug gezwungen, wobei die dominikanische Armee unter der Führung von José María Imbert und Achilles den Sieg davontrug.